# Патан (округ)
Патан (гудж. પાટણ જિલ્લો; англ. Patan) — округ в индийском штате Гуджарат. Образован в 2000 году из частей территорий округов Мехсана и Банаскантха. Административный центр — город Патан. Площадь округа — 5740 км². По данным всеиндийской переписи 2001 года население округа составляло 1 182 709 человек. Уровень грамотности взрослого населения составлял 60,36 %, что немного выше среднеиндийского уровня (59,5 %). Доля городского населения составляла 20,16 %.